# Національна скарбниця Центрального банку Ірану
Національна скарбниця Центрального банку Ірану (перс. خزانه جواهرات ملی بانک مرکزی ایران, Khazane-ey Javaherat-e Melli Bank-e Markazi Iran) — музей історичних ювелірних виробів, коштовних каменів, а також предметів мистецтва з цінних матеріалів, розташований, по суті, в сейфовому сховищі однієї з будівель Центрального банку Ірану в Тегерані. У колекції зберігаються окремі самоцвіти, тіари, діадеми, намиста, мечі, а також такі унікальні експонати як «Дорогоцінний глобус», алмаз Деріанур, Павиний трон, Трон Надер Шаха, Корона Кіані, Корона Шахбану, Щит Надір-шаха, виготовлений зі шкіри носорога та ін.
Скарбниця є унікальним фондом цінних коштовностей світу, зібраних перськими правителями впродовж багатьох століть. Нині це не лише музейна експозиція, але і гарантійний фонд державної казни (частина «золотого запасу»).
Точної інформації щодо кількості коштовностей і якості каменів немає.

## Історія
Основна частина представленої експозиції була накопичена в період правління перської династії Сефевидів (1502-1736), що збирали коштовності в Європі, Імперії Османа і Індії для своєї столиці — Ісфагана. Деякі експонати (у тому числі алмаз «Дар'я-е Нур») були привезені з індійського походу Надер Шаха, того, що зумів пройти війною через Кандагар, Кабул і Делі в середині XVIII століття.
Монархи династії Каджарів (1785—1925) також внесли свій вклад, привозячи найцікавіші екземпляри з усього світу, у тому числі вподобані ювелірні прикраси з Європи. Ряд експонатів виготовлено за їх наказом з тих каменів, що були у їхньому розпорядженні.
Іншою частиною колекції користувалися останній іранський шах Мохаммед Реза Пахлаві і його дружина Фарах, чиї корона, діадеми і брошки виставлено в музеї. Скарби впродовж декількох століть перебували в особистому розпорядженні іранських правителів. Вважається, що в 1855 колекція була зібрана з розрізнених частин в одну як «шахські коштовності».
У 1937 Реза Шах Пахлаві передав скарби у ведення держави, їх перенесли до сховища Національного банку (нині — Центральний банк ІРІ) і використали як забезпечення національної золотовалютної системи. Можливо, це одна з небагатьох причин, по якій за «бурхливі» роки історії Ірану кінця XX століття колекція не була розграбована.
У 1960 Мохаммед Реза Пахлаві звелів виставити найзначиміші елементи колекції на всенародний огляд. Відтоді експонати містяться у першій будівлі Центробанку. Після Ісламської революції музей зміг відкритися знову тільки на початку 1990-х.
Значення об'єктів, що знаходяться у сховищі, не обмежується їх економічною цінністю. Колекція є відображенням творчості іранських майстрів і художників різних історичних епох і є частиною багатої культурної спадщини Ірану. Самі іранці говорять, що «експонати нагадують про прикрощі перемог і поразок, гордість і зарозумілість правителів».

## Додаткова інформація
Музей знаходиться у старій будівлі Центрального банку ІРІ на вулиці Фірдоусі і відкритий для відвідування з суботи по вівторок з 14:00 до 16:30 (окрім святкових днів). Вхід дітям до 12 років, а також будь-яка фото- і відеозйомка заборонені. При вході можна узяти буклети про колекцію або прослухати професійного гіда на англійській, французькій, німецькій і арабській мовах. Така послуга включена у вартість вхідного квитка і варто нею скористатися, враховуючи, що експонати не підписані.

## Галерея

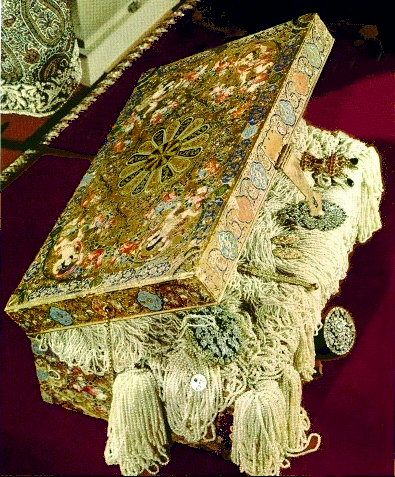
Скриня
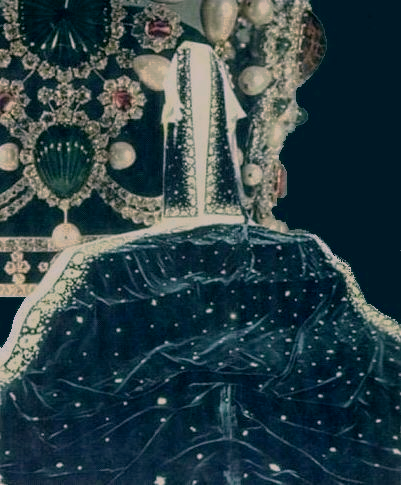
Мантія шахбану
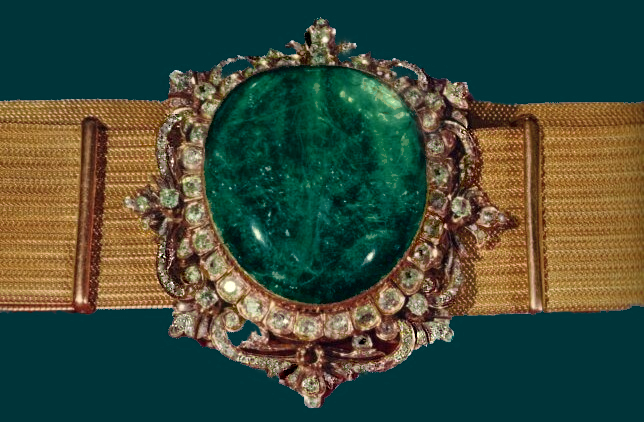
Золотий пояс шаха з коронації
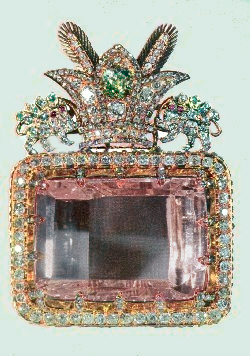
Деріанур
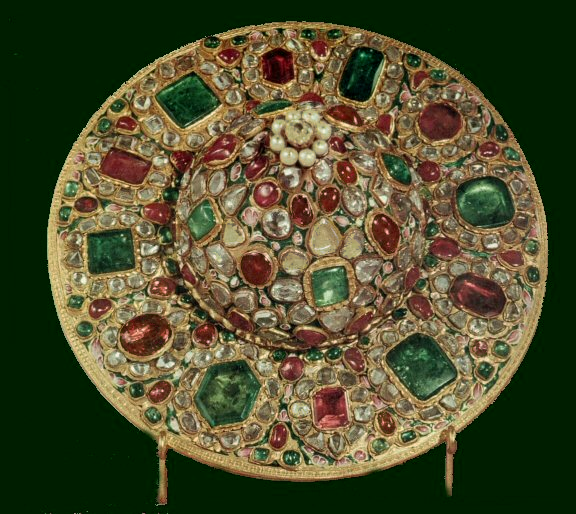
Кришка тарілки
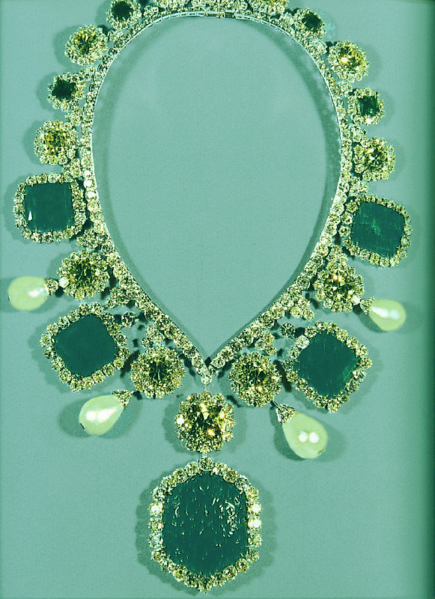
Намисто шахбану
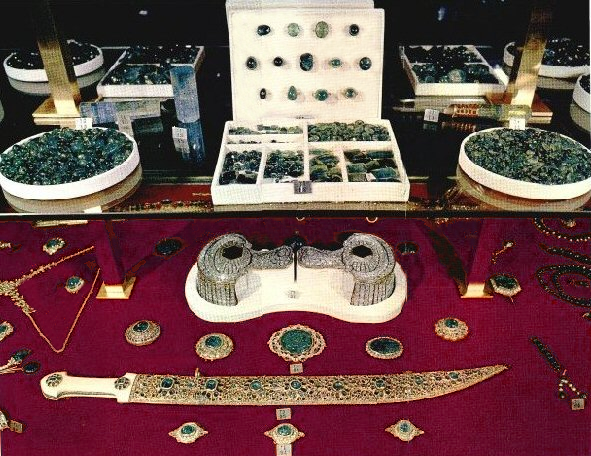
Дорогоцінності Надер Шаха
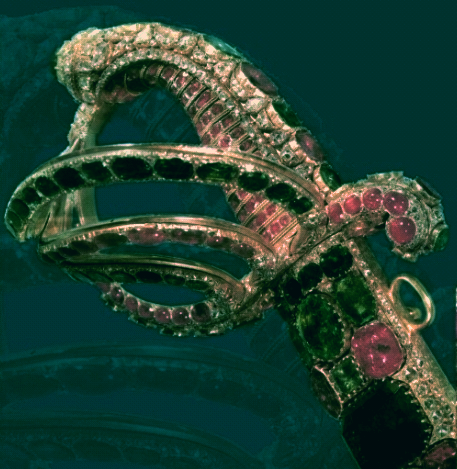
Меч з коронації
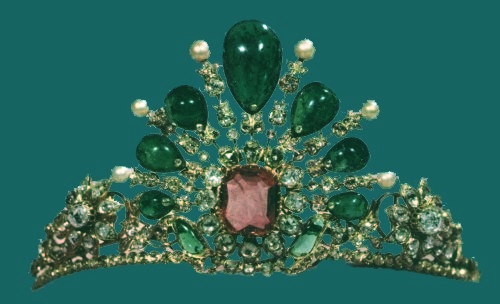
Тіара принцеси Фатемех
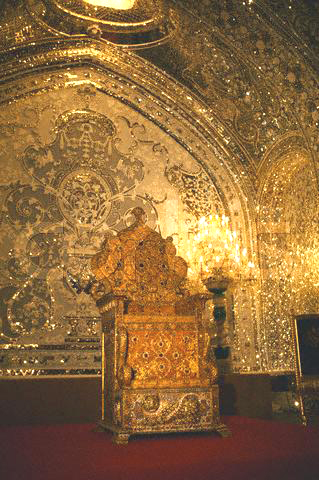
Трон Надер Шаха
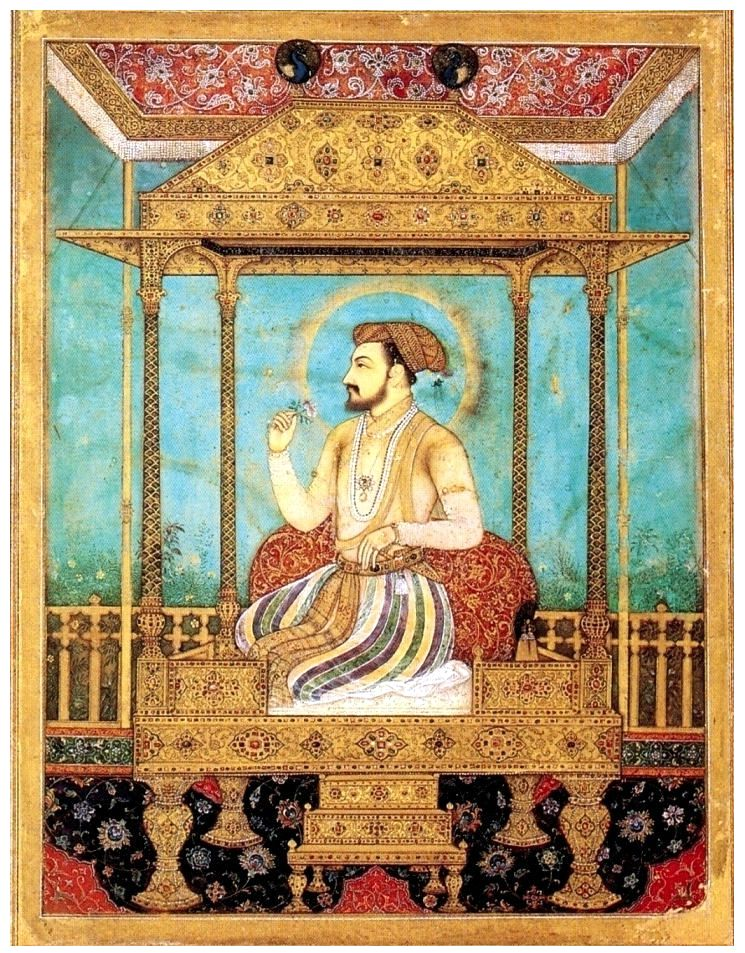
Первинний Павиний трон, за зразком якого виконувалися інші подібні
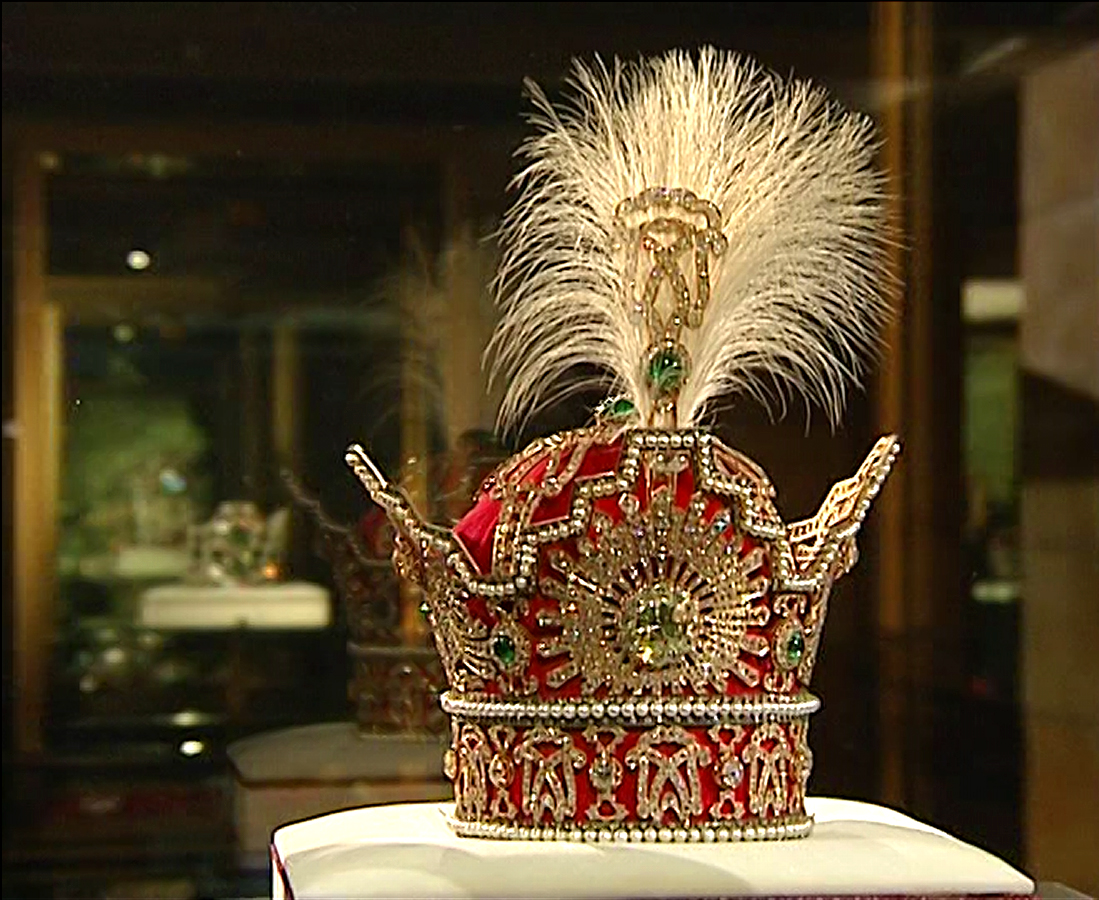
Корона Пахлаві
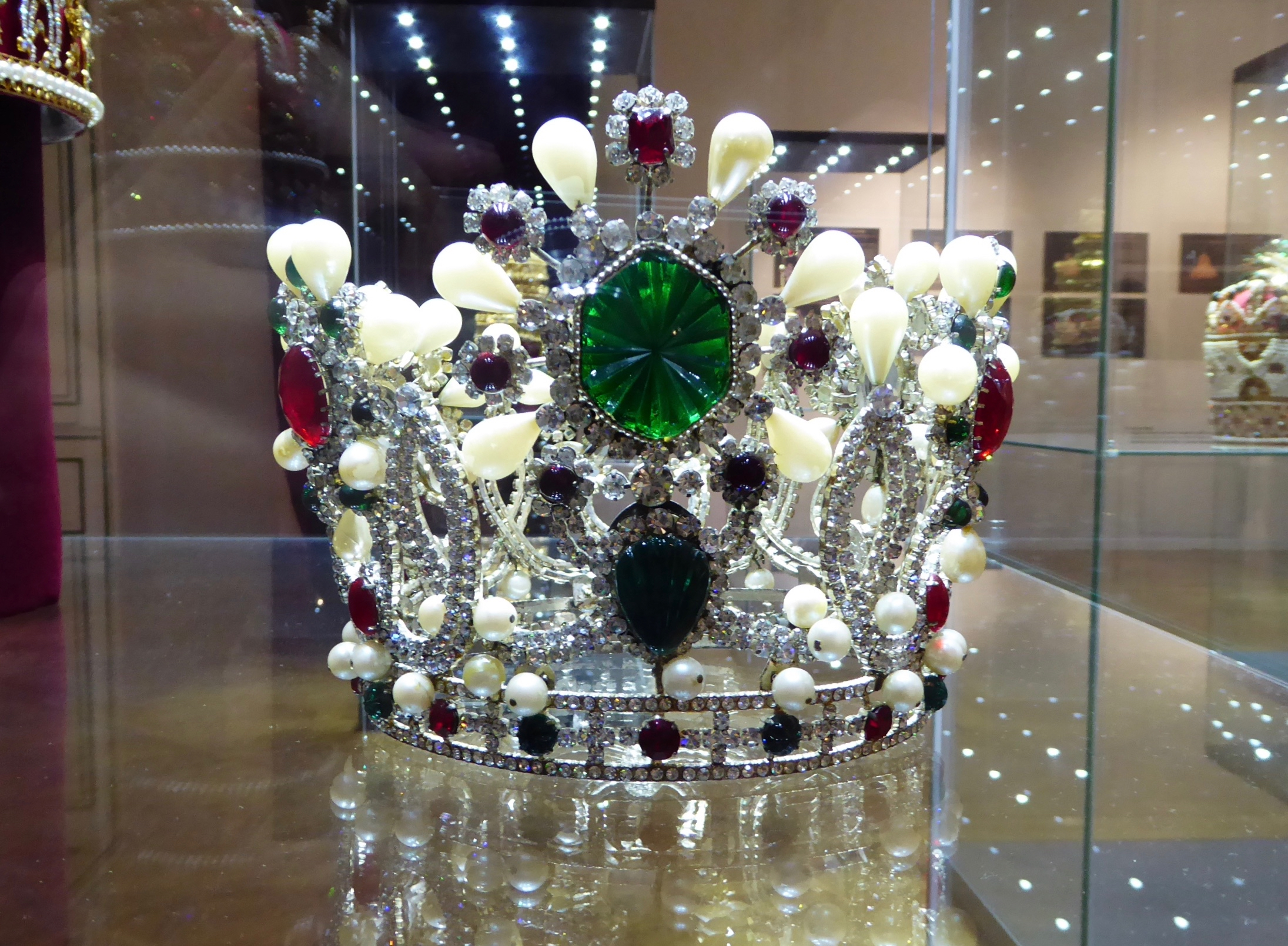
Корона Шахбану. Копія
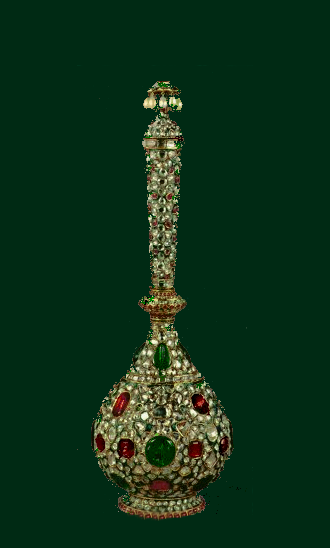
Посудина
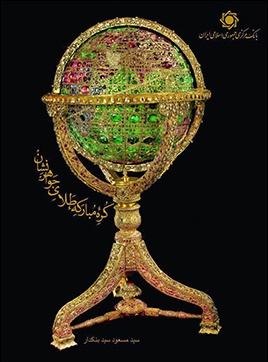
Дорогоцінний глобус
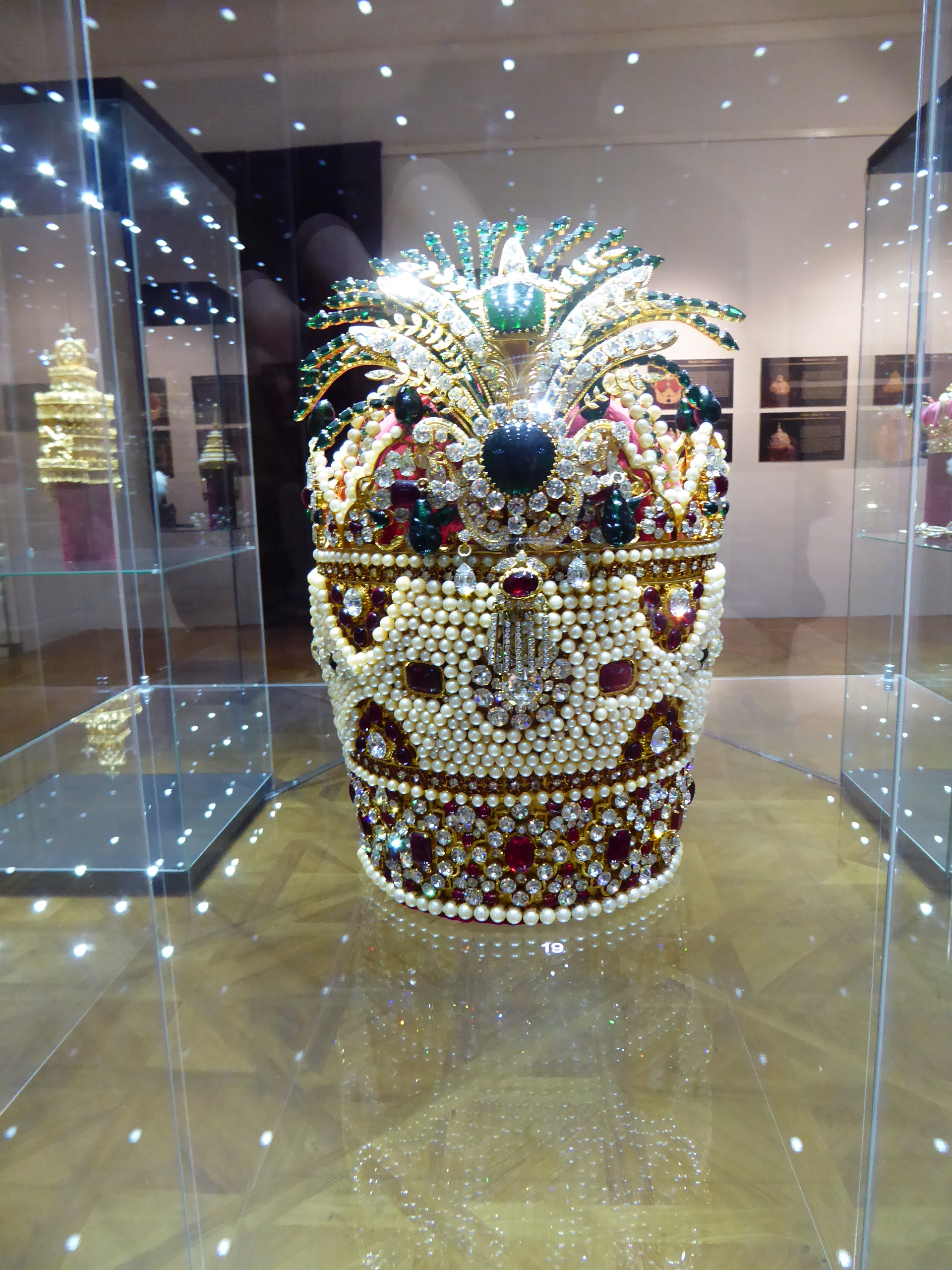
Корона Кіані. Копія
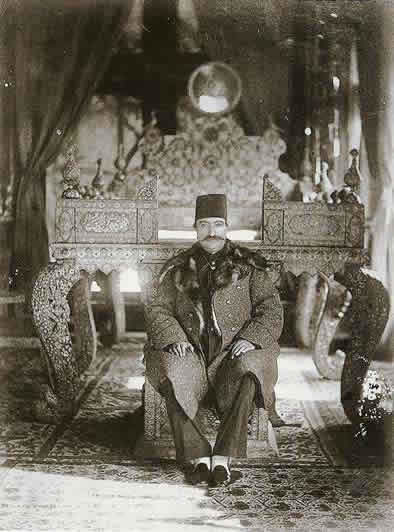
Насер ед-Дін Шах, що сидити на нижньому щаблі Сонячного трону